# 谢冕
谢冕（1932年1月6日—），曾用笔名谢鱼梁、梁雨风，男，福建福州人，中国当代文艺评论家、诗人、作家。1955年考入北京大学，后留校任教，现任教授，博士生导师，并担任北京大学中国语言文学研究所所长。他的文学评论专注于中国当代诗的理论批评，在二十世纪中国文学研究领域有很大影响。